# Уборевич, Владимира Иеронимовна
Мира Иеронимовна Уборевич (14 февраля 1924, Чита — 21 февраля 2020, Москва) — дочь командарма И. П. Уборевича, архитектор. Является автором книги «14 писем Елене Сергеевне Булгаковой», изданной в крупном московском издательстве «Время».

## Биография
Родилась 14 февраля 1924 года в Чите.
- Отец — командарм 1-го ранга Иероним Петрович Уборевич, расстрелян в 1937 году вместе с М. Н. Тухачевским, И. Э. Якиром и А. И. Корком по делу о «военно-фашистском заговоре в РККА». Реабилитирован в 1957 году.

- Мать — Нина Владимировна Уборевич (урождённая Максимова), арестована как «член семьи изменника Родины», расстреляна за «антисоветскую агитацию» в 1941 году. Реабилитирована в 1957 году.

В 1930 году семья переехала в Москву, временно проживали в Кремле, в квартире друга отца — А. И. Микояна.
После ареста отца и высылки матери помещена в Нижнеисетский детский дом, где находилась с 1937 по 1941 год. Даже приезд няни Марии Спиридоновны Болотской в детский дом с целью удочерения Миры не помог, и был получен отказ в удочерении. Летом 1942 года поступила в Московский архитектурный институт. В том же году для продолжения обучения переехала в Ташкент, куда был эвакуирован институт. Там встретилась с Е. С. Булгаковой.
В 1943 году вернулась в Москву в связи с возвращением института из эвакуации, жила в общежитии.
В 1944 году была осуждена на пять лет лагерей за «антисоветскую агитацию», досрочно освобождена по амнистии в 1947 году. 11 сентября 1946 года родила дочь Марию, которая в 1949 году умерла от менингита. Жила в Воркуте. Реабилитирована в 1955 году.
В Воркуте познакомилась с рентгенологом Олегом Боровским, за которого впоследствии вышла замуж. Вернувшись в Москву в 1957 году после реабилитации отца, была принята на 2-й курс Московского инженерно-строительного института. В 1962 году окончила институт и работала инженером-конструктором в военном институте «Центромаш» (позже — «Союзмашпроект»).
Проживала в Москве.
У Миры Уборевич два сына, оба архитекторы — Владимир (род. 1950, известен также как карикатурист) и Борис (род. 1959), несколько внуков и правнучка в Париже.
Умерла 21 февраля 2020 года. Похоронена в Москве на Кунцевском кладбище.

## Воспоминания и творчество
В 1968 году по просьбе своей подруги Елены Сергеевны Булгаковой (жены писателя) В. И. Уборевич описала свой опыт ареста и пребывания в лагерях в нескольких письмах, изданных сначала в отрывках, а затем полностью. В настоящее время оригиналы писем хранятся в музее Булгакова.
28—31 января 2013 года на телеканале «Россия К» состоялась премьера документального сериала Владимира Мелетина «Мира. Дочь командарма Уборевича» (в рубрике «Свидетели времени»).

## Произведения
- Уборевич, В. И. 14 писем Елене Сергеевне Булгаковой. - Москва : Время, 2008. - 172, [1] с., [8] л. портр.; 18 см. - (Документальный роман).; ISBN 978-5-9691-0343-6